# Межконтинентальный кубок по пляжному футболу 2016
Межконтинентальный кубок по пляжному футболу 2016 года (англ. Samsung Beach Soccer Intercontinental Cup 2016) — шестой розыгрыш этого турнира по пляжному футболу. С 1 по 5 ноября 2016 года 8 ведущих национальных сборных из 6 конфедераций принимали участие в борьбе за трофей в Дубае, ОАЭ.
Сборная Бразилии выиграла все матчи и стала двукратным обладателем Межконтинетального Кубка.

## Участвующие команды
| Команда  | Конфедерация | Квалификация                                            | Участие |
| -------- | ------------ | ------------------------------------------------------- | ------- |
| ОАЭ      | АФК          | Хозяин турнира                                          | 6-й раз |
| Россия   | УЕФА         | Чемпионат мира по пляжному футболу 2015 третье место    | 6-й раз |
| Бразилия | КОНМЕБОЛ     | КЧМ по пляжному футболу 2015 (КОНМЕБОЛ) победитель      | 5-й раз |
| Иран     | АФК          | КЧМ по пляжному футболу 2015 (АФК) третье место         | 4-й раз |
| Таити    | ОФК          | Чемпионат мира по пляжному футболу 2015 финалист        | 4-й раз |
| США      | КОНКАКАФ     | КЧМ по пляжному футболу 2015 (КОНКАКАФ) четвёртое место | 3-й раз |
| Египет   | КАФ          | КЧМ по пляжному футболу 2015 (КАФ) шестое место         | 2-й раз |
| Польша   | УЕФА         | КЧМ по пляжному футболу 2017 (УЕФА) победитель          | 1-й раз |

## Групповая стадия
4 октября 2016 года была проведена жеребьевка, на которой восемь команд разделили на две группы по четыре команды.
Для всех матчей указано местное время в Дубае, (UTC+4).
| Обозначения                        |
| ---------------------------------- |
| Команды, которые вышли в полуфинал |

### Группа A
| Команда  | И | В | В+ | П | ГЗ | ГП | +/- | О |
| -------- | - | - | -- | - | -- | -- | --- | - |
| Бразилия | 3 | 3 | 0  | 0 | 26 | 7  | +19 | 9 |
| Таити    | 3 | 2 | 0  | 1 | 16 | 17 | -1  | 6 |
| Польша   | 3 | 0 | 1  | 2 | 8  | 12 | -4  | 1 |
| ОАЭ      | 3 | 0 | 0  | 3 | 6  | 20 | -14 | 0 |

| Таити                                                             | 5:4   | Польша                                                         |
| ----------------------------------------------------------------- | ----- | -------------------------------------------------------------- |
| Н. Беннетт 2′, 26′ · Х. Тайаруи 13′, 30′ (пен.) · Т. Заверони 13′ | Отчёт | В. Циобер 2′, 5′ · Б. Сагановски 32′ · П. Клепчарек 33′ (пен.) |

| ОАЭ             | 1:11  | Бразилия |
| --------------- | ----- | --- |
| А. Бер Салем 5′ | Отчёт | Родриго 4′, 25′ · Бруно Шавьер 8′ · Катарино 9′, 15′, 20′ · Датинья 19′ · Фернандо 20′ · Маурисиньо 23′, 30′ · Бокинья 28′ |

| ОАЭ                                                    | 3:7   | Таити                                                                                     |
| ------------------------------------------------------ | ----- | ----------------------------------------------------------------------------------------- |
| К. Альсулайман 13′ · А. Альблуши 21′ · М. Альсааби 36′ | Отчёт | П. Тепа 5′, 12′, 24′ · Х. Тайаруи 10′ · Н. Беннетт 15′ · Х. Таванае 16′ · Т. Заверони 20′ |

| Бразилия                                                               | 5:2   | Польша                      |
| ---------------------------------------------------------------------- | ----- | --------------------------- |
| Бруно Шавьер 14′ · Датинья 22′ · Бокинья 23′, 28′ (пен.) · Родриго 25′ | Отчёт | К. Мадани 4′ · К. Кубяк 15′ |

| Польша                                | 2:2 (доп. вр.) | ОАЭ                              |
| ------------------------------------- | -------------- | -------------------------------- |
| А. Бер Салем 4′ (авт.) · К. Кубяк 26′ | Отчёт          | А. Альблуши 6′ · М. Альсааби 32′ |
| Пенальти                              |                |                                  |
| Б. Сагановски · М. Лабедзки · Ф. Гак  | 2:0            | А. Бер Салем · М. Альсааби       |

| Таити                                                          | 4:10  | Бразилия                                                                                          |
| -------------------------------------------------------------- | ----- | ------------------------------------------------------------------------------------------------- |
| Т. Заверони 14′, 24′ · М. Амау 17′ (пен.) · П. Тепа 23′ (пен.) | Отчёт | Бруно Шавьер 1′, 20′, 21′, 24′ · Датинья 10′ · Маурисиньо 26′, 31′ · Лукао 30′, 36′ · Даниэль 35′ |

### Группа B
| Команда | И | В | В+ | П | ГЗ | ГП | +/- | О |
| ------- | - | - | -- | - | -- | -- | --- | - |
| Иран    | 3 | 2 | 1  | 0 | 13 | 6  | +7  | 7 |
| Россия  | 3 | 2 | 0  | 1 | 22 | 12 | +10 | 6 |
| Египет  | 3 | 1 | 0  | 2 | 12 | 17 | -5  | 3 |
| США     | 3 | 0 | 0  | 3 | 8  | 20 | -12 | 0 |

| США              | 2:6   | Иран                                                                               |
| ---------------- | ----- | ---------------------------------------------------------------------------------- |
| Н. Перера 1′, 9′ | Отчёт | М. Мохтари 5′ · М. Месигар 8′ · М. Ахмадзаде 9′, 24′ · М. Киани 26′ · С. Назем 33′ |

| Россия | 10:6  | Египет                                                                                 |
| --- | ----- | -------------------------------------------------------------------------------------- |
| Б. Никоноров 2′, 23′, 27′ (пен.) · Ю. Крашенинников 3′ · Д. Шишин 12′, 29′ · А. Макаров 14′, 18′ · И. Леонов 25′ (пен.) · А. Перемитин 28′ | Отчёт | Э. Эльсайед 3′ · М. Хассан 12′, 29′ · К. Эльсайед 25′ · А. Абдельсами 27′ · М. Али 30′ |

| Египет            | 1:4   | Иран                                            |
| ----------------- | ----- | ----------------------------------------------- |
| М. Абдельнаби 15′ | Отчёт | М. Ахмадзаде 1′, 9′ (пен.) · М. Месигар 2′, 14′ |

| Россия                                                                                           | 9:3   | США                               |
| ------------------------------------------------------------------------------------------------ | ----- | --------------------------------- |
| А. Папоротный 6′, 27′, 28′ · Б. Никоноров 10′, 24′ · А. Макаров 14′, 19′, 21′ · А. Перемитин 16′ | Отчёт | Т. Канале 4′, 35′ · Н. Перера 12′ |

| США                            | 3:5   | Египет                                                              |
| ------------------------------ | ----- | ------------------------------------------------------------------- |
| Н. Перера 10′ (пен.), 16′, 34′ | Отчёт | С. Мостафа 2′, 11′ · М. Али 18′ · М. Шаабан 24′ · М. Абдельнаби 36′ |

| Иран                                           | 3:3 (доп. вр.) | Россия                                |
| ---------------------------------------------- | -------------- | ------------------------------------- |
| М. Месигар 2′ · Ф. Булокбаши 4′ · М. Киани 19′ | Отчёт          | А. Перемитин 2′, 19′ · А. Макаров 36′ |
| Пенальти                                       |                |                                       |
| С. Назем · М. Мохтари · М. Ахмадзаде           | 3:1            | А. Папоротный · Д. Шишин              |

## Стадия классификации
|  | 5–8 места               | 5–8 места |                         |       | Пятое место | Пятое место |
|  |                         |           |                         |       |             |             |
|  | 4 Ноября – Джумейра-Бич |           |                         |       |             |             |
|  |                         |           |                         |       |             |             |
|  | Польша                  | 6         |                         |       |             |             |
|  | Польша                  | 6         | 5 Ноября – Джумейра-Бич |       |             |             |
|  | США                     | 3         |                         |       |             |             |
|  | США                     | 3         | Польша (пен.)           | 3 (2) |             |             |
|  | 4 Ноября – Джумейра-Бич |           | Польша (пен.)           | 3 (2) |             |             |
|  |                         | Египет    | 3 (0)                   |       |             |             |
|  | Египет                  | Египет    | 3 (0)                   | 7     |             |             |
|  | Египет                  |           |                         | 7     |             |             |
|  | ОАЭ                     | 3         |                         |       |             |             |
|  | ОАЭ                     | 3         | Седьмое место           |       |             |             |
|  |                         |           |                         |       |             |             |
|  | 5 Ноября – Джумейра-Бич |           |                         |       |             |             |
|  |                         |           |                         |       |             |             |
|  | США                     | 3         |                         |       |             |             |
|  | США                     | 3         |                         |       |             |             |
|  | ОАЭ                     | 4         |                         |       |             |             |

### 5-8 места
| Польша                                                                                   | 6:3   | США                                              |
| ---------------------------------------------------------------------------------------- | ----- | ------------------------------------------------ |
| Б. Сагановски 15′, 31′ · В. Циобер 20′ · К. Мадани 28′ · Я. Есиновски 33′ · Д. Депта 36′ | Отчёт | Р. Футагаки 13′ · Л. Валентайн 21′ · Э. Фелд 36′ |

| Египет | 7:3   | ОАЭ                                        |
| --- | ----- | ------------------------------------------ |
| Э. Эльсайд 1′ · К. Альсулайман 5′ (авт.) · М. Абдельнаби 15′ · М. Хассан 23′ · М. Шаабан 28′, 33′ · М. Фаузи 35′ | Отчёт | А. Халаф 12′, 13′ (пен.) · А. Альблуши 20′ |

### Матч за 7-е место
| США | 3:4   | ОАЭ |
| --- | ----- | --- |
|     | Отчёт |     |

### Матч за 5-е место
| Польша   | 3:3 (доп. вр.) | Египет |
| -------- | -------------- | ------ |
|          | Отчёт          |        |
| Пенальти |                |        |
|          | 2:0            |        |

## Чемпионская стадия
|  | Полуфинал               | Полуфинал |                         |   | Финал | Финал |
|  |                         |           |                         |   |       |       |
|  | 4 ноября – Джумейра-Бич |           |                         |   |       |       |
|  |                         |           |                         |   |       |       |
|  | Бразилия                | 7         |                         |   |       |       |
|  | Бразилия                | 7         | 5 ноября – Джумейра-Бич |   |       |       |
|  | Россия                  | 0         |                         |   |       |       |
|  | Россия                  | 0         | Бразилия                | 6 |       |       |
|  | 4 ноября – Джумейра-Бич |           | Бразилия                | 6 |       |       |
|  |                         | Иран      | 2                       |   |       |       |
|  | Иран                    | Иран      | 2                       | 8 |       |       |
|  | Иран                    |           |                         | 8 |       |       |
|  | Таити                   | 6         |                         |   |       |       |
|  | Таити                   | 6         | Матч за 3-е место       |   |       |       |
|  |                         |           |                         |   |       |       |
|  | 5 ноября – Джумейра-Бич |           |                         |   |       |       |
|  |                         |           |                         |   |       |       |
|  | Россия                  | 4         |                         |   |       |       |
|  | Россия                  | 4         |                         |   |       |       |
|  | Таити                   | 3         |                         |   |       |       |

### Полуфиналы
| Бразилия                                                                                    | 7:0   | Россия |
| ------------------------------------------------------------------------------------------- | ----- | ------ |
| Бокинья 7′, 31′ · Родриго 22′ · Маурисиньо 24′, 30′ (пен.) · Бруно Шавьер 26′ · Даниэль 34′ | Отчёт |        |

| Иран | 8:6   | Таити |
| ---- | ----- | ----- |
|      | Отчёт |       |

### Матч за 3-е место
| Россия | 4:3   | Таити |
| ------ | ----- | ----- |
|        | Отчёт |       |

### Финал
| Бразилия | 6:2   | Иран |
| -------- | ----- | ---- |
|          | Отчёт |      |

## Победитель
| Победитель межконтинентального кубка по пляжному футболу 2016: |
| Бразилия Второй титул                                          |

## Награды
| Лучший игрок (MVP) | Лучший игрок (MVP) | Лучший игрок (MVP) | Лучший игрок (MVP) |
| ------------------ | ------------------ | ------------------ | ------------------ |
| Бруно Шавьер       |                    |                    |                    |
| Лучший бомбардир   |                    |                    |                    |
| Бруно Шавьер       |                    |                    |                    |
| 8 голов            |                    |                    |                    |
| Лучший вратарь     |                    |                    |                    |
| Пейман Хоссейни    |                    |                    |                    |

## Итоговое положение команд
| Место | Команда  |
| ----- | -------- |
| 1     | Бразилия |
| 2     | Иран     |
| 3     | Россия   |
| 4     | Таити    |
| 5     | Польша   |
| 6     | Египет   |
| 7     | ОАЭ      |
| 8     | США      |